# 达格·哈玛绍广场一号
达格·哈玛绍广场一号（One Dag Hammarskjold Plaza）是位于纽约曼哈顿的一栋高628英尺（191米）的摩天大楼。完工于1972年，共有49层楼。该大楼室内面积为69,675平方米，是纽约第65高的建筑。加拿大、法国、意大利、英国、西班牙、智利、瑞典、比利时、爱尔兰、奥地利、土耳其和丹麦等国的外交官办公室常驻于此。

## 大众文化
In Stephen King's Dark Tower series, 2 Dag Hammarskjold Plaza was built on the site of the Rose, our world's version of the Dark Tower, in order to protect it.